# Santa María de la Alameda
Santa María de la Alameda község Spanyolországban, Madrid tartományban. Santa María de la Alameda Zarzalejo, Robledo de Chavela, Valdemaqueda, Las Navas del Marqués, Peguerinos, San Lorenzo de El Escorial és El Espinar községekkel határos. Lakosainak száma 1517 fő (2024).

## Népesség
A település népessége az utóbbi években az alábbiak szerint változott:
| Lakosok száma | 702  | 929  | 1120 | 1184 | 1245 | 1212 | 1163 | 1254 | 1499 | 1517 |
|               | 2001 | 2004 | 2007 | 2009 | 2012 | 2014 | 2017 | 2019 | 2022 | 2024 |